# Gian Francesco Malipiero
Gian Francesco Malipiero (født 18. marts 1882 i Venedig, Italien, død 1. august 1973 i Asolo, Treviso, Italien) var en italiensk komponist og lærer.
Studerede i 1905 og 1909 hos Max Bruch i Berlin og flyttede til Paris, hvor han blev præsenteret for Claude Debussy og Maurice Ravels kompositioner. Overværede også her uropførelsen af Igor Stravinskijs Le sacre du printemps.
Mødte så Alfredo Casella, som gav ham et helt nyt og frisk syn på musik.
Var professor i komposition på Parma musikkonservatorie (1921-1924), og blev i 1932 professor på Venice Liceo Musicale, han underviste bl.a. Luigi Nono.
Malipiero har komponeret 11 nummererede symfonier, og 6 unummererede, orkesterværker, operaer, vokalværker og balletmusik.
Han er en af italiens betydningsfulde komponister i den moderne stil.

## Udvalgte værker
- Sinfonia degli eroi (Heltenes Symfoni) (1905) - for orkester
- Sinfonia del mare (Havets Symfoni) (1906) - for orkester
- Sinfonia del silenzio e de la morte (Symfoni af stilhed og død) (1909-1910) - for orkester
- Sinfonia in un tempo (Symfoni i en tid) (1950) - for orkester
- Sinfonia dello Zodiaco (Zodiacs Symfoni) (1951) - for orkester
- Sinfonia per Antigenida (Symfoni for Antigenida) (1962) - for orkester
- Symfoni nr. 1 "In quattro tempi, come le quattro stagioni" (I fire omgange, ligesom de fire årstider) (1933) - for orkester
- Symfoni nr. 2 "Elegiaca" (Elegi) (1936) - for orkester
- Symfoni nr. 3 "Delle campane"  (Af klokkerne) (1944–1945) - for orkester
- Symfoni nr. 4 "In memoriam" (Til minde) (1946) - for orkester
- Symfoni nr. 5 "Concertante in eco" (Koncertante i Ekko) (1947) - for orkester
- Symfoni nr. 6 "Degli archi" (Buer) (1947) - for orkester
- Symfoni nr. 7 "Delle canzoni" (Sange) (1948) - for orkester
- Symfoni nr. 8 "Symphonia brevis" (Lille Symfoni) (1964) - for orkester
- Symfoni nr. 9 "Dell'Ahimè" (1966) - for orkester
- Symfoni nr. 10 "Atropo" (Atropos) (1966–1967) - for orkester
- Symfoni nr. 11 "Delle cornamuse" (Sækkepiber) (1969) - for orkester
- Pause del silenzio (Stilhedens pause) (1917) - for orkester
- 2 Violinkoncerter (1932, 1963) - for violin og orkester
- 6 Klaverkoncerter (1931, 1937, 1948, 1950, 1958, 1964) - for klaver og orkester
- Fløjtekoncert (1968) - for fløjte og orkester
- Elegia Capriccio (Elegisk Capriccio) (1953) - for orkester
- Vivaldiana (1952) - for orkester
- Omaggio a Belmonte (Hyldest til Bel Monte) (1971) - for orkester